# Hyparrhenia confinis
Hyparrhenia confinis är en gräsart som först beskrevs av Ferdinand von Hochstetter och Achille Richard, och fick sitt nu gällande namn av Nils Johan Andersson och Otto Stapf. Hyparrhenia confinis ingår i släktet Hyparrhenia och familjen gräs.

## Underarter
Arten delas in i följande underarter:
- H. c. nudiglumis
- H. c. pellita